# Lumbardh (Deçan)
Lumbardh (albanisch auch Lumbardhi, serbisch Лумбарда Ljumbarda) ist ein Dorf der Gemeinde Deçan im Kosovo.

## Lage
Der Ort liegt rund vier Kilometer östlich von Deçan am südlichen Ufer des gleichnamigen Flusses, der Bistrica e Deçanit.
| Prapaqan        | Papiq                                       | Broliq   |
| Lluka e Poshtme | Kompassrose, die auf Nachbargemeinden zeigt | Kotradiq |
| Pozhar          | Irzniq                                      | Bandera  |

## Bevölkerung
Die Volkszählung in der Republik Kosovo vom 1. April 2011 ergab, dass in dem Dorf Lumbardh 717 Menschen wohnten, die sich zu etwa 99,86 % als Albaner bezeichneten.
| Volkszählung | 1948 | 1953 | 1961 | 1971 | 1981 | 1991 | 2011 |
| ------------ | ---- | ---- | ---- | ---- | ---- | ---- | ---- |
| Einwohner    | 448  | 477  | 505  | 580  | 815  | 1045 | 717  |